# 運び屋・ラバ
『運び屋・ラバ』（はこびや・ラバ）は、オオヒラ航多による漫画。『週刊漫画ゴラク』（日本文芸社）において、2019年4月5日号と2019年7月12日号にて読み切りで掲載され、以降は同社のWEB漫画サイト『ゴラクエッグ』にて連載された。単行本は全2巻。

## あらすじ
主人公のタクシードライバー「ラバ」は、いかなるものも必ず運び届ける「ラバタクシー」を生業としている。とあるヤクザより依頼を受け、訪れた場所には一人の女の死体があった。その"荷物"を運ぶため、ラバは仕事を受けるうえでの絶対条件である「ワンメーター1万円」を提示するが、その金額と「ただのタクシーであること」に不服を覚えたヤクザは拳銃をラバに突き付け、タダで運ぶように脅す。

## 登場人物
ラバ
如何なる物でも「ワンメーター1万円」で最速で運び届けるタクシードライバー。タクシーでありながら、走り屋のスポーツカーをも容易に振り切る超絶的なドライビングテクニックを持つ。また、銃器の扱いと格闘術にも長け、一対多数の状況であっても敵方を制圧する圧倒的な戦闘力も有する。運び屋タクシー業を営む以前は、全国の裏社会にネットワークを持つ運び屋組織"駄獣"に「黒ラバ」というコードネームで所属していたが、とある理由によって組織から抜け、現在は敵対している。「ラバ」という名前は、英語で運び屋の語源となった「騾馬」を由来としている。
ヨンミ
ラバの相棒にして整備士の女子高生。その見た目からは想像がつかないメカニックの技術と知識を持つ。さらに、どんな相手にも物怖じしない胆力を持ち、ラバからの信用も厚い。運び屋組織"駄獣"のボスの非嫡出子で、ラバが組織を抜けた際に連れ出され、ラバとタンクと共に生活を送っていた。
タンク
ヨンミの養父。銃器や爆弾と、どんなものでも調達する「道具屋」。ラバとは"駄獣"時代からの付き合いがある友人。
白ラバ
"駄獣"に属する運び屋。ラバの実弟で、顔の半分を覆うほどの傷と、一部白髪化した頭髪以外はラバと瓜二つ。昔は兄であるラバを尊敬していたが、自身を置いて"駄獣"を抜けたラバに対し、歪な執着心と恨みを抱いている。
トナカイ（馴鹿）
ラバが運ぶ荷物を狙うヤクザに雇われていた"駄獣"の若者。大振りのナイフを二刀持ちし、軽いフットワークを活かしてラバに襲いかかる。
"駄獣"のボス
運び屋組織"駄獣"のボスという座にありながら、その素性や顔は組織の幹部にも晒すことがないという、謎多き人物。その顔を知るのは、愛人として抱えていた複数の女性たちだけだったが、自身の秘匿性を高めようとその女性たちをも消す指令を部下に出していた。ヨンミの血縁上の父にあたる。
レイ
ヨンミの実母。"駄獣"のボスの愛人の一人だが、ヨンミと共に生きるためにその状況を選んだに過ぎず、ボスを愛してはいない。後に、レイを殺害するようにラバと白ラバへボスからの指令が下る。

## 書誌情報
- オオヒラ航多 『運び屋・ラバ』 日本文芸社〈ニチブンコミックス〉、全2巻（電子書籍版も同時発売）
  1. 2020年2月19日初版発行[1]、ISBN 978-4-537-14203-7
  2. 2020年10月17日初版発行[2]、ISBN 978-4-537-14295-2